# Arqueología prehistórica
La arqueología prehistórica es un subcampo de la arqueología, que se ocupa específicamente de artefactos, civilizaciones y otros materiales de sociedades que existían antes de cualquier forma de sistema de escritura o historia registrada. A menudo, el campo se centra en edades como la Edad de Piedra, la Edad del Bronce y la Edad del Hierro, aunque también abarca períodos como el Neolítico. El estudio de la arqueología prehistórica refleja las preocupaciones culturales de la sociedad moderna al mostrar interpretaciones del tiempo entre el crecimiento económico y la estabilidad política. Está relacionado con otras disciplinas como la geología, la biología, la antropología, la historiografía y la paleontología, aunque existen diferencias notables entre las materias que todos estudian ampliamente para entender; el pasado, ya sea orgánico o inorgánico o la vida de los humanos. La arqueología prehistórica también se denomina a veces arqueología antropológica debido a sus rastros indirectos con patrones complejos.

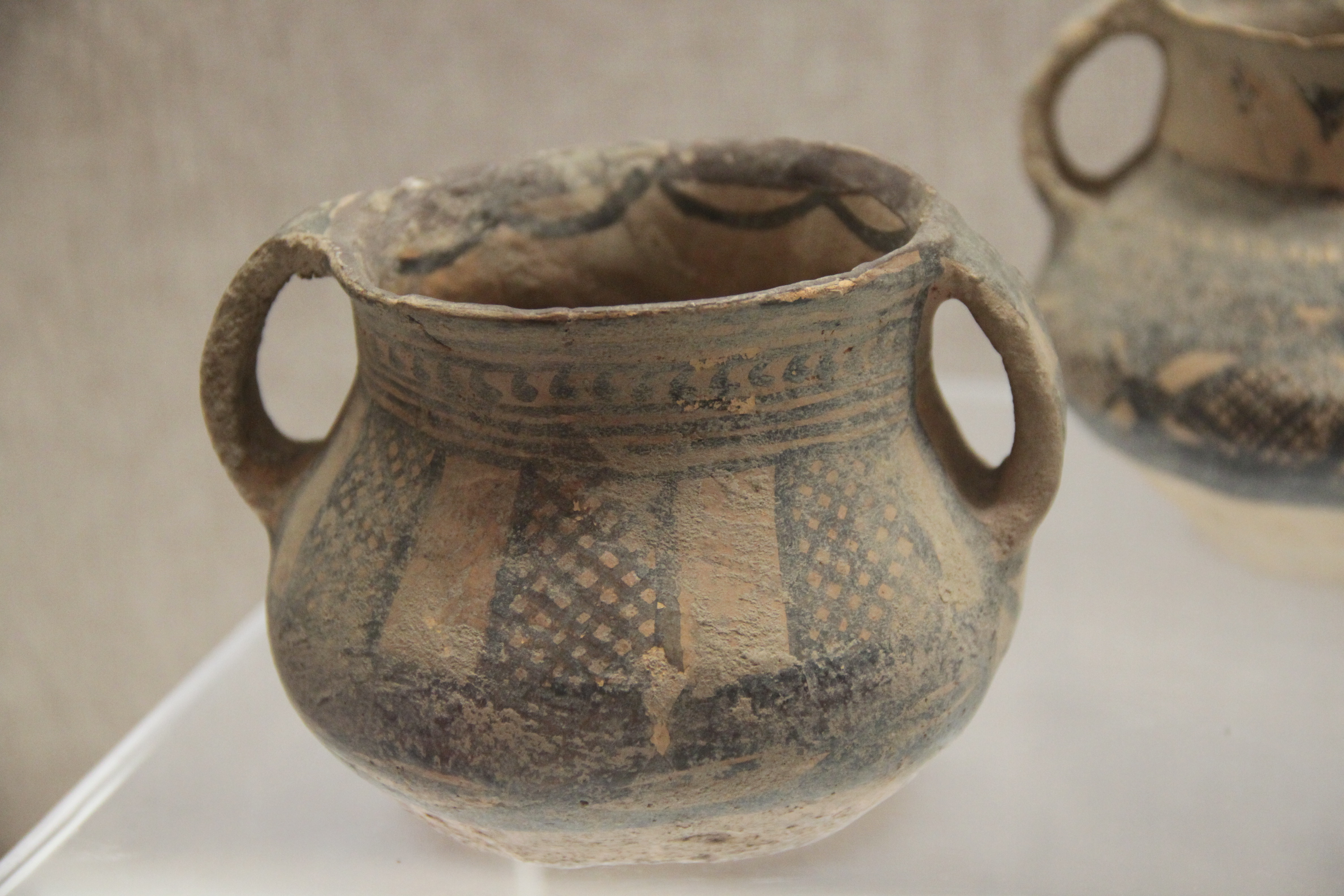
Cerámica neolítica

Debido a la naturaleza única de la arqueología prehistórica, en el sentido de que no se puede recurrir a registros escritos para ayudar al estudio de las sociedades en las que se centra, el tema investigado es completamente material ya que son la única evidencia rastreable disponible. La evidencia material incluye cerámica, artículos funerarios, restos de individuos y animales como huesos, joyas y artículos decorativos, así como muchos otros artefactos. El subcampo ha existido desde al menos finales de la década de 1820 o principios de la década de 1830 y ahora es un campo de arqueología totalmente reconocido y separado. Otros campos de la arqueología incluyen: arqueología clásica, arqueología del Cercano Oriente, arqueología bíblica, arqueología histórica, arqueología subacuática y muchas más, cada una trabajando para reconstruir nuestra comprensión de todo, desde el pasado antiguo hasta los tiempos modernos. A diferencia de los campos específicos de la arqueología del continente y el área, tales como la Clásica, que estudia específicamente la región mediterránea y las civilizaciones de la Antigua Grecia y la Antigua Roma en la antigüedad, el campo de la arqueología prehistórica no está contenido en un continente. Como tal, hay muchas excavaciones atribuidas a este campo que han ocurrido y están ocurriendo en todo el mundo para descubrir todos los diferentes tipos de asentamientos y civilizaciones.
Sin historia que proporcione evidencia de nombres, lugares y motivaciones, los arqueólogos prehistóricos hablan en términos de culturas a las que solo se les puede dar nombres modernos arbitrarios relacionados con las ubicaciones de los sitios de ocupación conocidos o los artefactos utilizados. Naturalmente, es mucho más fácil hablar de sociedades que de individuos, ya que estas personas pasadas son completamente anónimas en el registro arqueológico. Tal falta de información concreta significa que la arqueología prehistórica es un campo polémico y los argumentos que se extienden sobre ella han hecho mucho para informar la teoría arqueológica.

## Orígenes
La arqueología prehistórica, como con muchos otros campos de la arqueología, se atribuye a múltiples individuos diferentes, por lo tanto, es difícil presentar una línea de tiempo precisa y definitiva para su creación. Los orígenes de la arqueología prehistórica estuvieron marcados por la búsqueda del tesoro, también conocida como anticuario y los individuos involucrados no se centraron en la investigación científica, por lo que la línea entre el momento en que el campo pasó de la recolección de artefactos al estudio legítimo es difícil de definir. La primera mención y uso de la palabra prehistórico en términos arqueológicos fue en las obras de Daniel Wilson en 1851 dentro de su libro «The Archaeology and Prehistoric Annals of Scotland», otro ejemplo temprano de prehistoria utilizada arqueológicamente es dentro del trabajo de Paul Tournal en 1833, donde usa préhistoire para describir su trabajo en Bize-Minervois ubicado en el sur de Francia. La frase arqueología prehistórica no se convirtió oficialmente en un término arqueológico inglés hasta 1836, y además, el sistema común de tres edades acuñado por Christian Jürgensen Thomsen que clasifica la cronología prehistórica europea también se inventó durante este año.

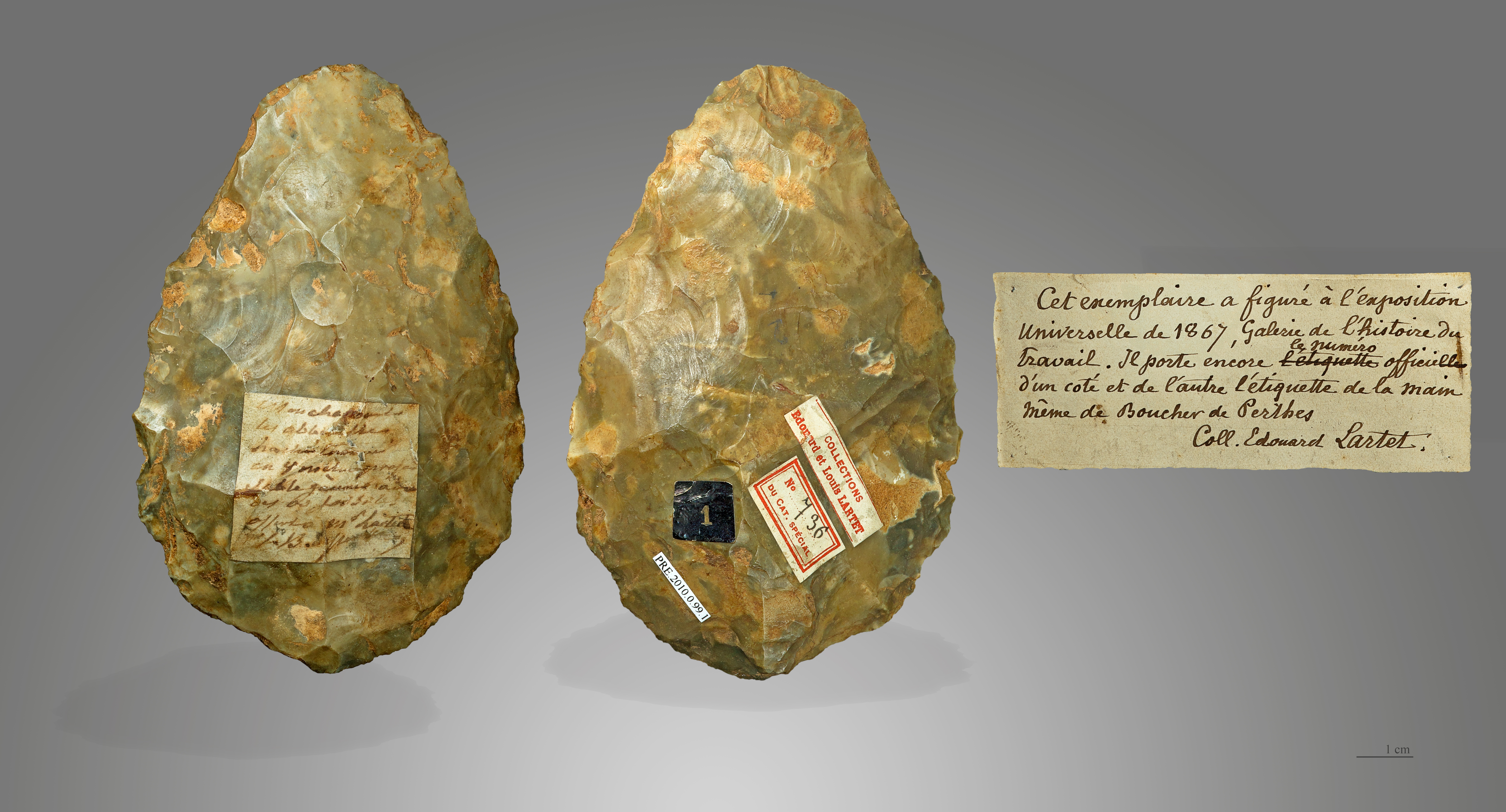
Bifaz encontrada por Boucher de Perthes

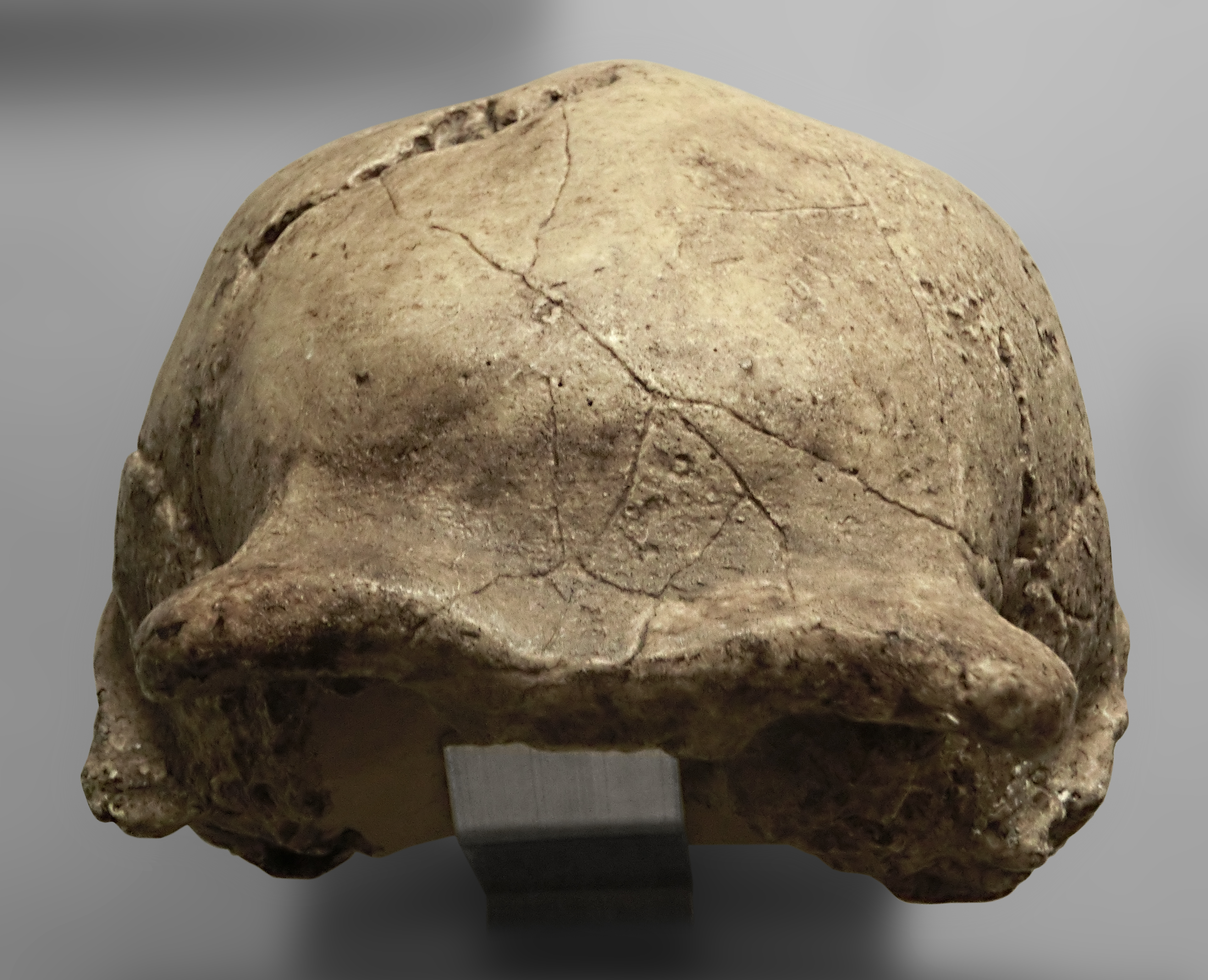
Molde de los fósiles de Homo erectus encontrados en Zhoukoudian

Más allá de eso, hay otros tres individuos que representaban diferentes escuelas de campo que se cree que comenzaron las primeras excavaciones dedicadas exclusivamente al estudio de la arqueología prehistórica aproximadamente al mismo tiempo entre los años 1820 y 1830. Boucher de Perthes, un arqueólogo francés que dirige la escuela de campo de Abbeville que descubrió bifaces en el río Somme; Jens Jacob Worsaae, un arqueólogo danés que dirige la escuela de campo de Copenhague que estudió ensamblajes estratificados en Dinamarca; y Giuseppe Scarabelli, un arqueólogo italiano que dirigió la escuela de campo Imola que estudió estratigrafía en Italia.
Fuera de estos individuos, cada continente comenzó a albergar excavaciones y escuelas de campo para explorar su propia prehistoria a través de un amplio espectro de fechas. Varios ejemplos, aunque no una lista completa de todos los países, se enumeran a continuación por área continental. Dentro de Europa, la exploración comenzó en Inglaterra con varios individuos como el arqueólogo aficionado William Pengelly, quien estudió la Caverna de Kent aproximadamente en 1846, y dentro de Turquía la excavación en sitios arqueológicos específicamente prehistóricos no comenzó hasta mucho más tarde entre la década de 1980 y la década de 1990 en la región de Anatolia. En Asia y Australasia, la arqueología prehistórica comenzó en China en la década de 1920 con el trabajo del arqueólogo sueco aficionado Johan Gunnar Andersson, quien descubrió fósiles de Homo erectus en la cueva de Zhoukoudian en el suroeste de Beijing y restos Yangshao en Henan, en la India la excavación comenzó con los trabajos del capitán H. Congreve en 1847, en Japón, la arqueología prehistórica, tal como la definen los estándares europeos, comenzó con las obras del coleccionista alemán Heinrich von Siebold en 1869, aunque había habido un interés interno en la arqueología prehistórica desde la década de 1700, en Vietnam la excavación comenzó en 1960 y en Australia la disciplina de la arqueología se solidificó en los años 1960 y 70, lo que le permitió comenzar a expandirse e incluir a los pueblos indígenas y sus patrimonio. En América del Norte, la exploración comenzó en los Estados Unidos a mediados de 1800 con los intereses colectivos de excavación liderados por los trabajos de la American Philosophical Society, la American Antiquarian Society y la Instituto Smithsoniano y en Canadá las excavaciones comenzaron en 1935, aunque no fue hasta 1965 que despegó completamente como un campo importante de la arqueología. En América del Sur, dentro de Argentina, las excavaciones comenzaron entre 1880 y 1910. En África, las investigaciones sobre civilizaciones prehistóricas comenzaron aproximadamente en los años 1960 y 70 y la arqueología prehistórica comenzó las exploraciones en el Medio Oriente en áreas como Irán en 1884 con excavaciones de los franceses en Susa.

## Propósito
El propósito de la arqueología prehistórica es explorar y comprender las civilizaciones que existían antes de los sistemas de escritura, incluyendo las sociedades de la Edad de Piedra, Bronce y Hierro en todo el mundo. Dentro de sus orígenes tempranos, la arqueología prehistórica se centró en la recopilación de artefactos y tesoros para exhibir en museos y colecciones privadas, a menudo para devolver la riqueza al individuo. Más tarde, el campo permitió el estudio más legítimo de pruebas y datos materiales para determinar detalles importantes como: cuándo el sitio pudo haber sido ocupado, quién vivía allí, en qué actividades pudieron haber participado y, finalmente, qué les sucedió para hacer que se fueran o que el área fuera inhabitable.

## Arqueólogos notables

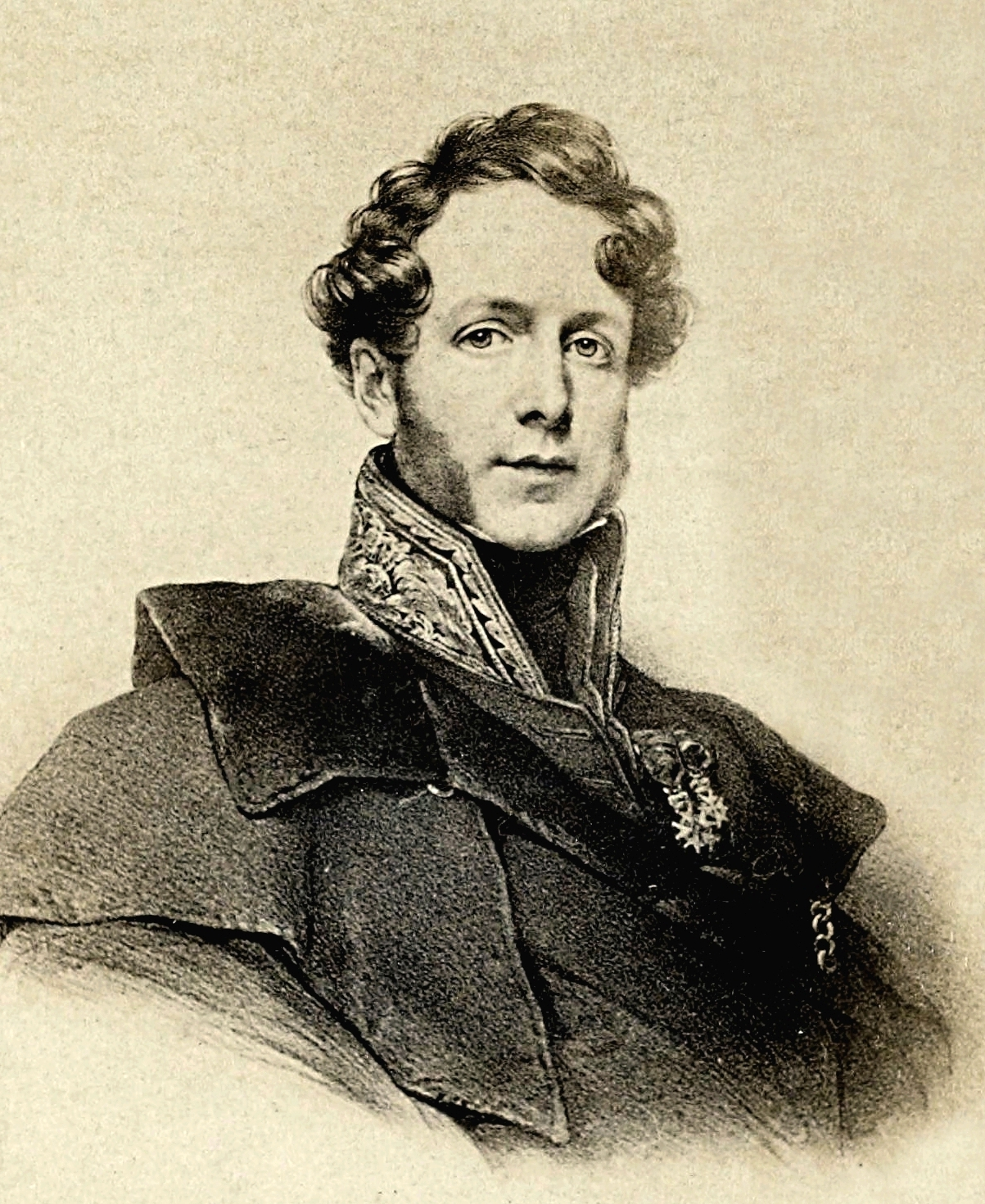
Boucher de Perthes, un arqueólogo francés

Hay multitudes de arqueólogos prehistóricos pasados y emergentes creíbles que han dedicado tiempo y esfuerzo a perfeccionar su oficio para comprender con precisión las vidas de los individuos y las sociedades que están estudiando. Algunos de los arqueólogos fundacionales importantes son: Daniel Wilson, un arqueólogo canadiense nacido en Escocia que trajo primero el término prehistórico a un contexto arqueológico; Paul Tournal, un arqueólogo aficionado francés; Christian Jürgensen Thomsen, un anticuario danés que clasificó el sistema de tres edades importante para ayudar a los primeros trabajos arqueológicos europeos; Boucher de Perthes, un arqueólogo francés que descubrió bifaces en el río Somme; Jens Jacob Worsaae, un arqueólogo danés que estudió ensamblajes estratificados en Dinamarca; Giuseppe Scarabelli, un arqueólogo italiano que estudió estratigrafía en Italia, y William Pengelly, un arqueólogo inglés. Cada uno de ellos contribuyó fundamentalmente a comenzar el campo de la arqueología al definir cómo el subcampo es diferente a la arqueología.
Arqueólogos más modernos, incluido Ali Umut Türkcan, quien dirigió las excavaciones en Çatalhöyük a partir de 2022, han ayudado a promover estos desarrollos en el campo dirigiendo excavaciones y estudiando materiales encontrados dentro de los sitios. Otros arqueólogos modernos incluyen: Paul Bahn, un arqueólogo británico que estudia el arte rupestre prehistórico; Richard Bradley, un arqueólogo británico que se especializa en la prehistoria europea y tiene un enfoque particular en la Gran Bretaña prehistórica; Elizabeth Christina Louisa Durante Caspers, una arqueóloga holandesa que estudió la Mesopotamia prehistórica; Ufuk Esin, un arqueólogo turco que se especializó en Anatolia prehistórica; Pere Bosch Gimpera, un arqueólogo mexicano nacido en España que estudió la España prehistórica; Lynne Goldstein, una estadounidense especializada en el este de América del Norte prehistórica; Jakob Heierli, un arqueólogo sueco que estudió la Suecia prehistórica; Louise Steel, una arqueóloga británica que se centró en el Chipre prehistórico, y Joyce White, una arqueóloga estadounidense que se especializa en el sudeste asiático prehistórico. Hay muchas más personas cuya importancia para la continuación de este campo no ha sido declarada o reconocida aquí.

## Principales tipos y ubicaciones de sitios

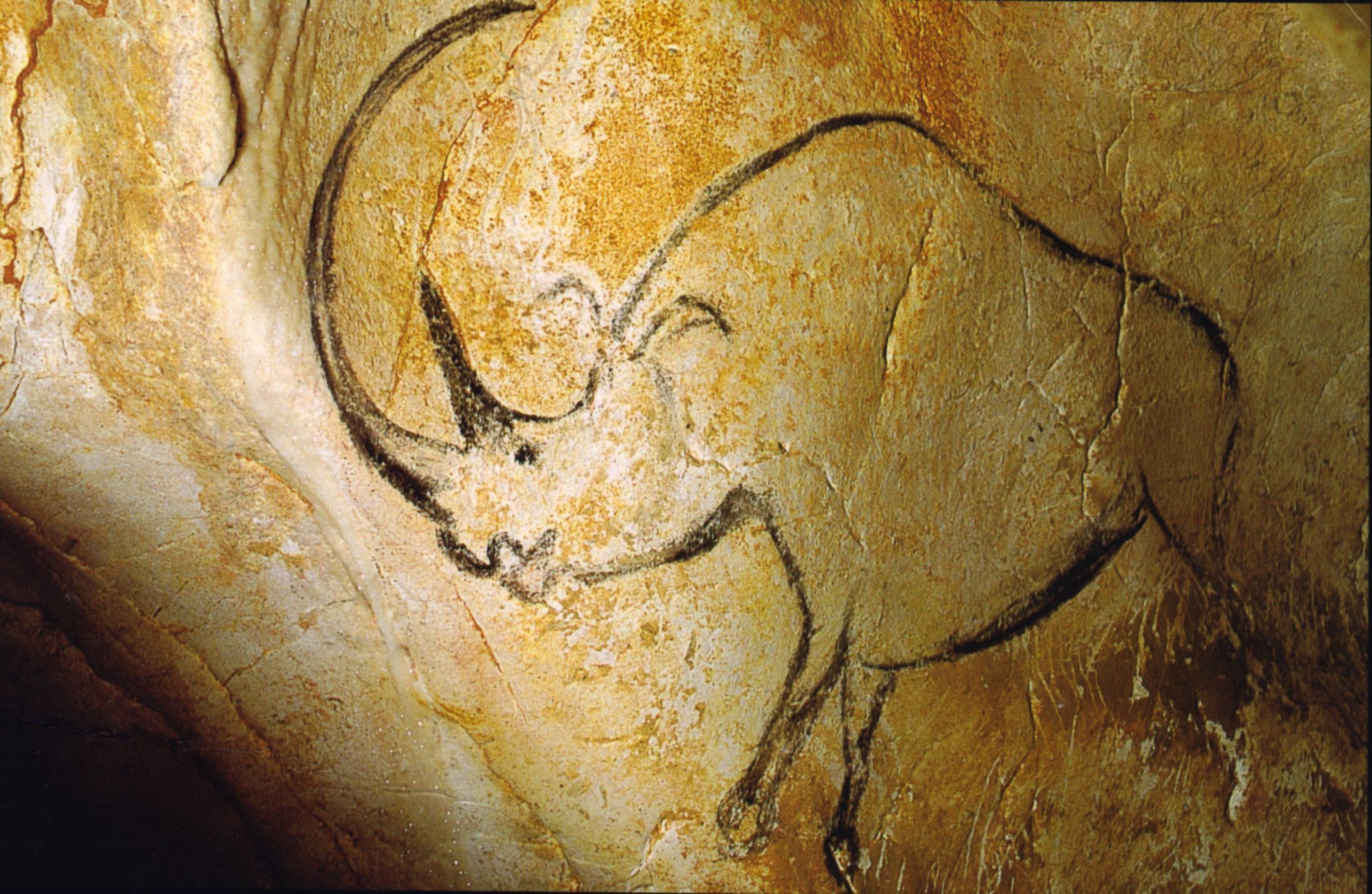
Pintura rupestre de la gruta de Rhinocéros en la cueva de Chauvet

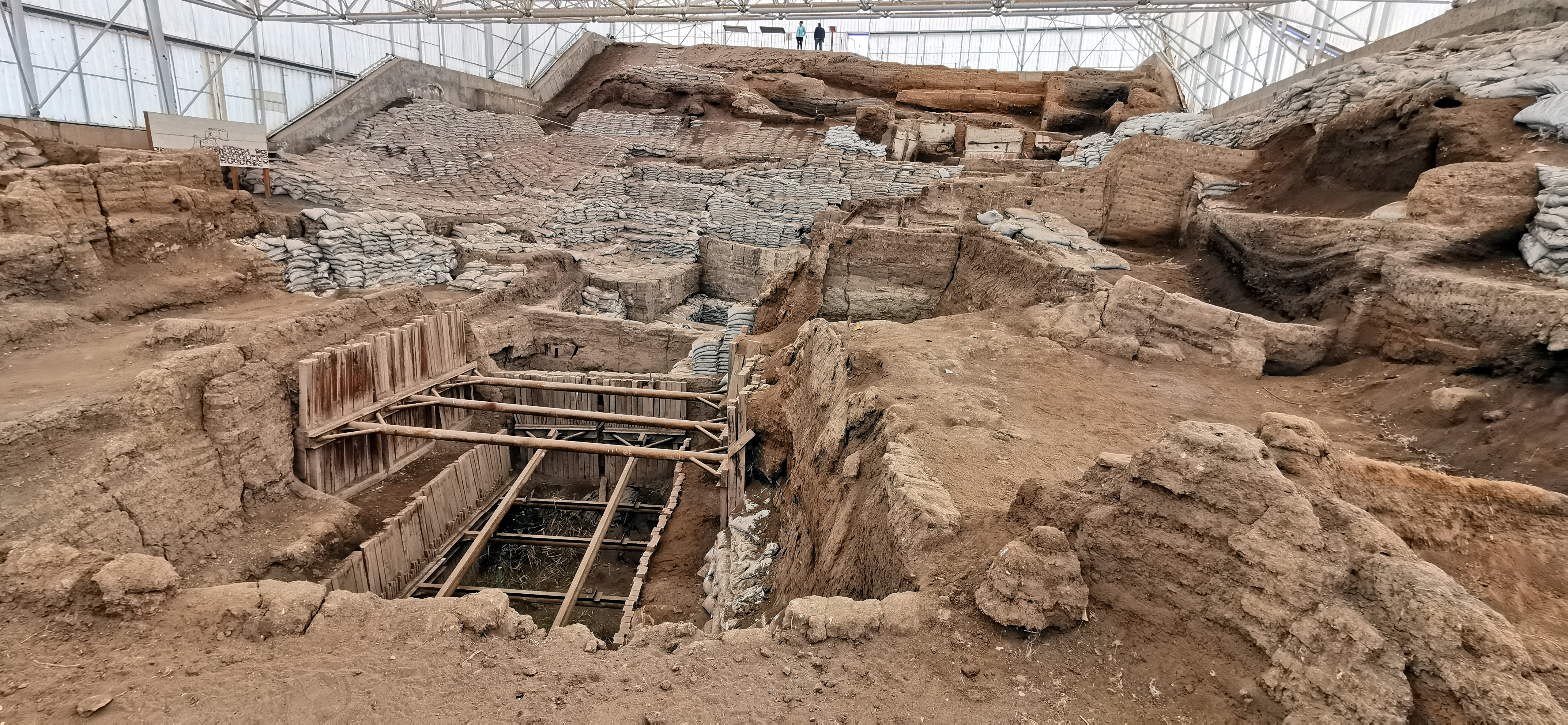
Sitio arqueológico prehistórico de Çatalhöyük

Algunos de los principales tipos de sitios incluyen protociudades tempranas y proto-ciudades-estado, asentamientos, templos y santuarios de culto y sitios de cuevas. Una proto-ciudad-estado es una gran ciudad o pueblo que existió en la era neolítica, también se clasifica por su falta de gobierno central o organización deliberada de la infraestructura de la ciudad. Un asentamiento es un área donde los individuos vivían permanente o semipermanentemente, a la inversa, los templos o santuarios eran áreas de práctica de culto o adoración a los dioses o seres asociados con personas específicas, las áreas de adoración en sitios o períodos prehistóricos tempranos también pueden incluir áreas espirituales de importancia religiosa prominente sin la presencia de una deidad directamente asociada. Los sitios de cuevas son áreas protegidas, generalmente en formaciones rocosas donde los miembros individuales de una sociedad pueden haberse reunido de forma semipermanente o permanente para crear arte, habitar o preparar alimentos. Todos los sitios arqueológicos prehistóricos deben contener evidencia de humanos, incluso si no vivieron activamente en el sitio o lo visitaron ocasionalmente, y una falta de registro histórico dentro de la sociedad. Los sitios que cuentan con la capacidad de los habitantes para registrar información sobre sí mismos no se consideran prehistóricos.
Los asentamientos prehistóricos están dispersos por todo el mundo, varían en edad y tamaño. El período en el que cubre la arqueología prehistórica es más a menudo la Edad de Piedra, Bronce y Hierro, dentro de cada una de estas edades se exploran profundamente períodos como el Neolítico dentro de la Edad de Piedra. En Europa occidental, el período prehistórico termina con la colonización romana en 43 d. C., con algunas áreas no romanizadas, el período no termina hasta tan tarde como el siglo 5 d. C. Aunque en muchos otros lugares, notablemente Egipto (al final del Tercer Período Intermedio) termina mucho antes y en otros, como Australia, mucho más tarde. Algunos de los principales sitios que se están estudiando son: Çatalhöyük en Turquía, la cueva de Chauvet en el sur de Francia, el pueblo mesolítico del acantilado de Bouldnor en el Reino Unido y Franchthi en Grecia, entre muchos otros. Nuevos sitios están siendo descubiertos regularmente y su importancia para comprender a los pueblos prehistóricos continúa ampliando nuestro conocimiento del pasado.

## Método de investigación y análisis
Los arqueólogos utilizan muchos métodos diferentes para investigar los artefactos y materiales que se pueden encontrar durante una excavación. Dentro de las primeras excavaciones dedicadas a la búsqueda de tesoros, se tuvo poco o ningún cuidado al eliminar los artefactos que cubren el suelo o al retirar los artefactos y materiales de los sitios que pueden haber llevado a la destrucción de materiales y han puesto en riesgo algunos artefactos recuperados. A menudo, las excavaciones fueron realizadas por aficionados y cazadores de tesoros que no tenían el conocimiento que tenemos ahora sobre cómo eliminar artefactos de manera segura. Algunas de las principales técnicas utilizadas para recuperar suavemente artefactos o para garantizar la integridad de los restos del sitio para la exploración futura y la preservación del sitio son: fotografía aérea, para inspeccionar el sitio; mediciones estratigráficas, que documentan las capas de suelo para ayudar en la datación del sitio; caminata de campo, que implica caminar por el suelo y buscar objetos; y hacer planes de sitio para registrar las ubicaciones de objetos y restos en un sitio.

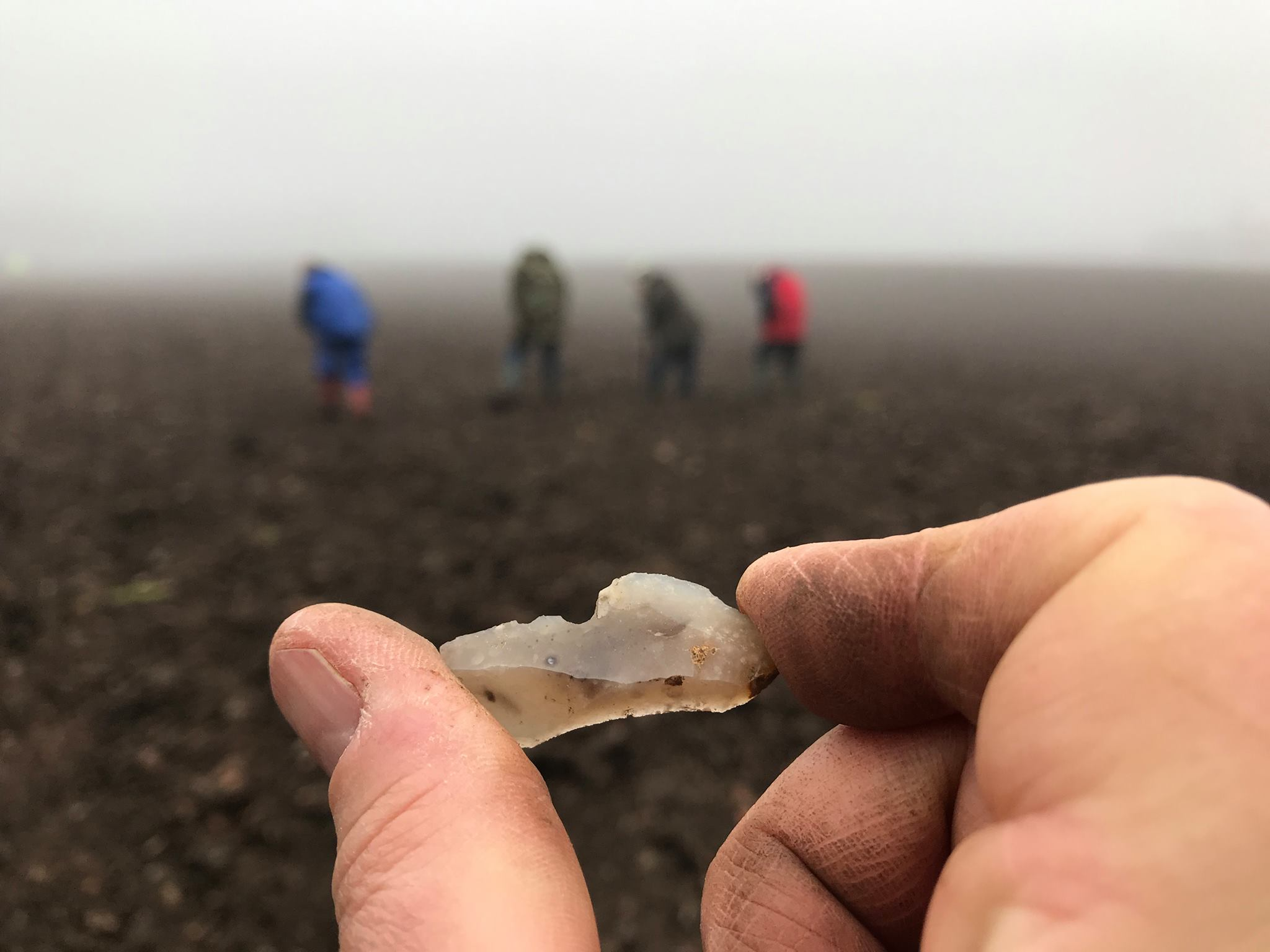
Deeside mesolítico encontrado mientras caminaba de campo

Dentro de la fotografía aérea se pueden revelar varios marcadores importantes de sitios arqueológicos, tales como: marcas de sombra, marcas de recorte y marcas de suelo. Los arqueólogos también utilizan una variedad de técnicas al excavar un sitio para descubrir materiales que incluyen: cavar pozos de prueba, crear zanjas y usar el método de cuadrícula o cuadrante para realizar un seguimiento de diferentes áreas del sitio.
Algunas de las tecnologías utilizadas para ayudar a buscar y descubrir materiales en sitios arqueológicos prehistóricos son: medidores de resistividad eléctrica, que ayudan a localizar objetos subterráneos de manera no disruptiva; teodolitos láser, para ayudar a mapear el diseño del sitio; encuesta satelital, que utiliza satélites para obtener una vista aérea del sitio; LIDAR, que utiliza láseres para buscar objetos subterráneos; y sonares, que utilizan ondas sonoras para escanear la tierra en busca de objetos. Ninguna de estas técnicas se practica únicamente dentro de la arqueología prehistórica, la mayoría de las técnicas arqueológicas se pueden utilizar en muchos de los diferentes subcampos de la arqueología.

## Problemas en el campo
Hay una gran cantidad de dificultades enfrentadas dentro de la arqueología prehistórica, incluyendo la degradación del sitio, que hace que la comprensión de un sitio sea muy difícil, ya que borra la evidencia que puede haber sido útil para obtener información sobre la civilización. La degradación de un sitio puede verse exacerbada por el cambio climático, ya que a menudo los sitios prehistóricos son delicados debido a la naturaleza de su edad, por ejemplo, la evidencia material, como la tela textil que puede haber sobrevivido desde la antigüedad en contextos raros debido a que están enterrados, puede perderse debido a que se descubren las capas superiores del sitio. Sin embargo, como han dicho el cosmólogo Martin Rees y el astrónomo Carl Sagan, «la ausencia de evidencia no es evidencia de ausencia», lo cual es muy relevante dentro del campo de la arqueología prehistórica, ya que a menudo los arqueólogos deben trabajar con piezas faltantes y teorizar para comprender un sitio. Debido a las lagunas sustanciales que existen en el registro prehistórico, hay muchos períodos de tiempo, inventos y materiales, particularmente aquellos que estaban hechos de materiales perecederos como madera o telas textiles, que se han perdido en el tiempo o que son increíblemente difíciles de localizar debido a las condiciones que deben existir para que sobrevivan. Es debido a estas lagunas que para comprender la evidencia física que se ha recuperado, los arqueólogos prehistóricos, así como sus contrapartes en los campos hermanos de la arqueología, deben hacer conjeturas educadas sobre lo que hay y lo que debería estar allí en función de los hallazgos que tienen. La variedad de teorías sobre el propósito de los objetos o sitios, por ejemplo, obliga a los arqueólogos a adoptar un enfoque crítico de toda la evidencia y a examinar sus propias construcciones del pasado. El funcionalismo estructuralista y el procesualismo son dos escuelas de pensamiento arqueológico que han hecho una gran contribución a la arqueología prehistórica.
Otras cuestiones dentro del campo de la arqueología prehistórica que también afectan a todas las demás ramas de la arqueología es la ética de eliminar artefactos y/o almacenar hallazgos en museos. Esta cuestión moral es un delicado equilibrio dentro de la arqueología prehistórica, ya que todos los hallazgos y cuerpos deben tratarse con respeto, pero los arqueólogos también desean estudiarlos para mejorar su comprensión de los diferentes orígenes de la humanidad.